# Cities XL 2011
Cities XL 2011 är ett stadsbyggarspel, utvecklat och utgivet av Focus Home Interactive. Det är den andra delen i Cities XL- serien och uppföljare till Cities XL. Spelet släpptes 14 oktober 2010 till Windowsenheter. Det har ett samlat recensionsbetyg på 70% av 100 på Metacritic, baserat på 17 recensioner. 